# Oncidium geertianum
Oncidium geertianum är en orkidéart som beskrevs av Charles Morren. Oncidium geertianum ingår i släktet Oncidium och familjen orkidéer. Inga underarter finns listade i Catalogue of Life.